# Hawthornden Prize
Hawthornden Prize är ett brittiskt litterärt pris som instiftades 1919 av Alice Warrender och namngavs efter William Drummond of Hawthornden. Tillsammans med James Tait Black Award som instiftades samma år är Hawthornden prize ett av Storbritanniens äldsta litterära priser. Det har årligen utdelats sedan 1919, med några få uppehåll. 
Priset utdelas inte till någon speciell kategori av litteratur. Den nuvarande prissumman är på £10 000. 

## Pristagare
- 1919 - Edward Shanks, The Queen of China
- 1920 - John Freeman, Poems New and Old
- 1921 - Romer Wilson, The Death of Society
- 1922 - Edmund Blunden, The Shepherd
- 1923 - David Garnett, Lady into Fox
- 1924 - Ralph Hale Mottram, The Spanish Farm
- 1925 - Seán O'Casey, Juno and the Paycock
- 1926 - Vita Sackville-West, The Land
- 1927 - Henry Williamson, Tarka the Otter
- 1928 - Siegfried Sassoon, Memoirs of a Fox-Hunting Man
- 1929 - Lord David Cecil, The Stricken Deer: or The Life of Cowper
- 1930 - Geoffrey Dennis, The End of the World
- 1931 - Kate O'Brien, Without My Cloak
- 1932 - Charles Morgan, The Fountain
- 1933 - Vita Sackville-West, Collected Poems
- 1934 - James Hilton, Lost Horizon
- 1935 - Robert Graves, I, Claudius
- 1936 - Evelyn Waugh, Saint Edmund Campion: Priest and Martyr
- 1937 - Ruth Pitter, A Trophy of Arms
- 1938 - David Jones, In parenthesis
- 1939 - Christopher Hassall, Penthesperon
- 1940 - James Pope-Hennessy, London Fabric
- 1941 - Graham Greene, The Power and the Glory
- 1942 - John Llewellyn Rhys, England is My Village
- 1943 - Sidney Keyes, The Cruel Solstice and The Iron Laurel
- 1944 - Martyn Skinner, Letters to Malaya
- 1945-1957 - Inget pris utdelades
- 1958 - Dom Moraes, A Beginning
- 1959 - Inget pris utdelades
- 1960 - Alan Sillitoe, The Loneliness of the Long Distance Runner
- 1961 - Ted Hughes, Lupercal
- 1962 - Robert Shaw, The Sun Doctor
- 1963 - Alistair Horne, The Price of Glory: Verdun 1916
- 1964 - V.S. Naipaul, Mr. Stone and the Knights Companion
- 1965 - William Trevor, The Old Boys
- 1966 - Inget pris utdelades
- 1967 - Michael Frayn, The Russian Interpreter
- 1968 - Michael Levey, Early Renaissance
- 1969 - Geoffrey Hill, King Log
- 1970 - Piers Paul Read, Monk Dawson
- 1971-73 - Inget pris utdelades
- 1974 - Oliver Sacks, Awakenings
- 1975 - David Lodge, Changing Places
- 1976 - Robert Nye, Falstaff
- 1977 - Bruce Chatwin, In Patagonia
- 1978 - David Cook, Walter
- 1979 - Peter Rushforth, Kindergarten
- 1980 - Christopher Reid, Arcadia
- 1981 - Douglas Dunn, St. Kilda's Parliament
- 1982 - Timothy Mo, Sour Sweet
- 1983 - Jonathan Keates, Allegro Postillions
- 1984-87 - Inget pris utdelades
- 1988 - Colin Thubron, Behind the Wall: A Journey through China
- 1989 - Alan Bennett, Talking Heads
- 1990 - Kit Wright, Short Afternoons
- 1991 - Claire Tomalin, The Invisible Woman: The Story of Nelly Ternan and Charles Dickens
- 1992 - Ferdinand Mount, Of Love and Asthma
- 1993 - Andrew Barrow, The Tap Dancer
- 1994 - Tim Pears, In the Place of Fallen Leaves
- 1995 - James Michie, The Collected Poems
- 1996 - Hilary Mantel, An Experiment in Love
- 1997 - John Lanchester, The Debt to Pleasure
- 1998 - Charles Nicholl, Somebody Else: Arthur Rimbaud in Africa, 1880-91
- 1999 - Antony Beevor, Stalingrad
- 2000 - Michael Longley, The Weather in Japan
- 2001 - Helen Simpson, Hey Yeah Right Get a Life
- 2002 - Eamon Duffy, The Voices of Morebath: Reformation and Rebellion in an English Village
- 2003 - William Fiennes, The Snow Geese
- 2004 - Jonathan Bate, John Clare: A Biography
- 2005 - Justin Cartwright, The Promise of Happiness
- 2006 - Alexander Masters, Stuart: A Life Backwards
- 2007 - M. J. Hyland Carry Me Down
- 2008 - Nicola Barker, Darkmans
- 2009 - Patrick French, The World Is What It Is
- 2010 - Alice Oswald, A Sleepwalk on the Severn
- 2011 - Candia McWilliam, What to Look for in Winter
- 2012 -  Ali Smith, There But For The [1]
- 2013 - Jamie McKendrick, Out There[2][3]
- 2014 -  Emily Berry, Dear Boy[4]
- 2015 – Colm Tóibín, Nora Webster
- 2016 – Tessa Hadley, The Past
- 2017 – Graham Swift, Mothering Sunday
- 2018 – Jenny Uglow, Mr Lear
- 2019 – Sue Prideaux, I Am Dynamite! A Life of Friedrich Nietzsche